# George Anson
George Anson (anglès: George Anson, 1st Baron Anson)  (Colwich, 23 d'abril de 1697 - Moor Park, 6 de juny de 1762) va ser un almirall britànic.

## Vida i obra
Fill d'una família aristocràtica, Anson va ingressar a la Royal Navy amb quinze anys, per a ser destinat a diferents vaixells de guerra: el Ruby, el Monmouth i el Hampshire, en el qual va obtenir els galons de tinent, als vint anys d'edat, el 1717. A continuació va ser destinat a al mar Mediterrània per prevenir la invasió espanyola de Nàpols i Sicília. El 1722, ja comandant, va fer tasques de vigilància a la mar del Nord i, a partir de 1723 va estar a les Bahames al comanament del vaixell Scarborough per controlar els pirates i els espanyols.
A partir de 1728, comanant el vaixell Garland, va estar destinat, per a protegir el comerç, a les costes de Carolina del Sud,  on va esdevenir tan popular que encara avui un comtat i altres indrets porten el seu nom. En retronar a Anglaterra el 1735, va ser destinat a tasques de protecció del comerç a la costa oest-africana i a les Índies Occidentals, fins que el 1739, en iniciar-se la guerra de l'Orella de Jenkins, va ser ascendit a comodor i destinat, comanant una flota de vuit vaixells, a fer una expedició d'atac a les posicions espanyoles d'Amèrica del Sud, sobre tot de la costa del Pacífic.

La circumnavegació d'Anson (1740-1744).

Aquesta expedició, es va convertir en una circumnavegació de la Terra que no es va acabar fins al 1744 i que va donar lloc a un llibre, publicat per primer cop el 1748,  que va esdevenir un best seller, amb desenes de milers d'exemplars impresos. L'expedició va estar plena d'adversitats: de fet només va tornar un dels vuit vaixells enviats i van morir quasi la meitat dels mariners que la formaven, sobre tot d'escorbut. Però, a part dels objectius bèl·lics, l'expedició va aportar a l'Almirallat Britànic informació geogràfica extremadament valuosa per a futures expedicions als dominis espanyols.
En retornar, el 1745, va ser destinat a tasques de vigilància al Canal de la Mànega i el 1748 va ser ascendit a almirall. El 1751 va ser nomenat Primer Lord del Mar i en aquest càrrec, que va mantenir fins a la seva mort el 1762, va destacar per la seva eficiència, iniciant una sèrie d'importants reformes en avituallament, disposicions sanitàries, cos de marines, fons de vaixell metàl·lics, disseny de fragates, sistema de senyals tàctiques, etc.